# 43 f.Kr.
| 43 f.Kr.           |
| ------------------ |
| Dødsfald - Fødsler |
|                    |

Det andet triumvirat – Augustus, Marcus Antonius og Lepidus – udfører en række proskriptioner imod deres politiske fjender i Rom, deriblandt Cicero.

## Dødsfald
- Marcus Tullius Cicero myrdes.

| År | Spire Denne artikel om et år, årti, århundrede eller årtusinde er en spire som bør udbygges. Du er velkommen til at hjælpe Wikipedia ved at udvide den. |